# السيرك بطولة بريتني سبيرز
السيرك بطولة بريتني سبيرز (بالإنجليزية: The Circus Starring Britney Spears)‏ بشكل مختصر جولة سيرك (بالإنجليزية: Circus Tour)‏، هي خامس جولة موسيقية للفنانة الأمريكية بريتني سبيرز لترويج ألبومها السادس سيرك.

## قائمة الأغاني
الفصل الأول: السيرك The Circus
ِ*«أهلاً بكم إلى السيرك Welcome to the Circus» (مقدمة فيديو)
- «سيرك Circus»
- «مقاتلتي Piece of Me»
- «عاصفة رعد Thunderstorm» (فصل راقص)
- «رادار Radar»

الفصل الثاني: منزل المرح (كل شيء ممكن) House of Fun (Anything Goes)
- «فقرة فنون قتالية Martial Arts Segue»(فصل راقص)
- «أوه أوه حبيبي Ooh Ooh Baby»/«ساخن كالجليد Hot as Ice»
- «صبية Boys» (ريميكس الـ Co-Ed)
- «إذا كنت تبحث عن آيمي If U Seek Amy»
- «أنا في قتال مع الموسيقى Me Against the Music» (ريميكس بوليوود)
- «كل مرة Everytime»

الفصل الثالث: عرض المسوخ Freakshow/Peepshow
- «الكل يبحث عن شيء Everybody's Looking for Something» (فصل فيديو)
- «عرض مسوخ Freakshow»
- «تعر (لدي خطة) Get Naked (I Got a Plan)»
- «خط بريتني الساخن Britney's Hotline» (فصل راقص)
- «تنفس علي Breathe on Me»/«لمسة يدي Touch of My Hand»

الفصل الرابع: السيرك الإلكتروني Electro Circ
- «فقرة فرقة جام Band Jam Segue» (فصل فيديو)
- «افعل شيئا Do Somethin'»
- «أنا عبدة لك I'm a Slave 4 U»
- «دقات القلب Heartbeat» (فصل راقص)
- «سام Toxic»
- «...حبيبي مرة أخرى...Baby One More Time»

الإعادة Encore
- «اكسر الجليد Break the Ice» (فصل فيديو)
- «زير نساء Womanizer»
- «سيرك» (الانحناء لتحية الجمهور)

المصدر: